# Кошиць Тетяна Омелянівна
Тетя́на Омеля́нівна Ко́шиць, до шлюбу Георгієвська (25 січня 1892, Вінниця — 26 березня 1966, Вінніпег) — українська громадська діячка, співачка (сопрано), диригентка, етнографка.

## Біографія

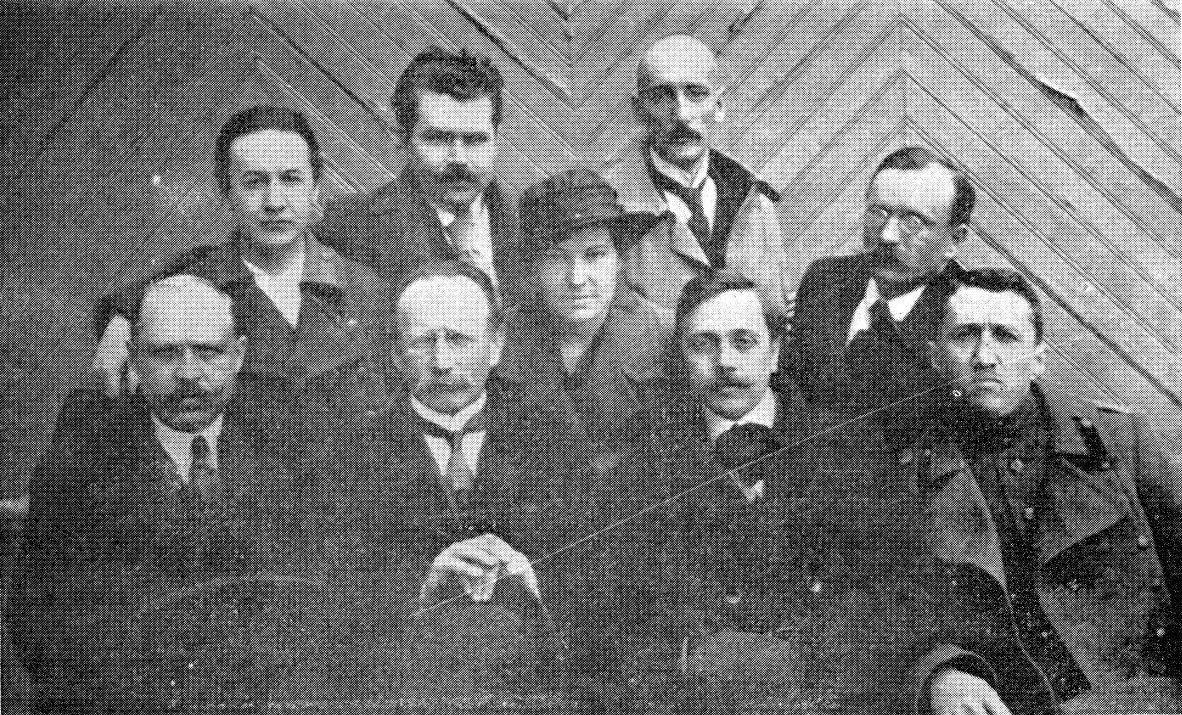
Тетяна Георгієвська (у центрі), Олександр Кошиць — диригент Київської опери (крайній зліва), 1916 рік

Народилася у Вінниці в родині вчителя Омеляна і Параскевії Георгієвських. Після закінчення гімназії у Вінниці вступила на вищі жіночі курси при Київському університеті.
Від 1912 року Тетяна Георгієвська співала у київських хорових колективах Олександра Кошиця. З 1919 року разом з Українською республіканською капелою (згодом Український національний хор) під керівництвом Олександра Кошиця гастролювала у країнах Європи та Америки. Від 1926 року мешкала з чоловіком у Нью-Йорку, де вчителювала. Після невдалої спроби подружжя повернутися в Україну (1927) допомагала чоловікові в організації емігрантського культурного життя. Як етнографка надавала консультації у відтворенні побутово-звичаєвої сфери фільму «Маруся» (за п'єсою «Ой не ходи, Грицю, та й на вечорниці», 1938, режисер Л. Булгаков), озвученого хором під керівництвом Олександра Кошиця.
У Канаді Тетяна Кошиць оселилася 1946 року. Від 1948 року була управителькою архіву, бібліотеки та музею в Осередку української культури та освіти у Вінніпегу.
Тетяна Кошиць передала архів чоловіка після його смерті Осередку української культури та освіти у Вінніпезі, і з 1948 року до останніх своїх днів була його директоркою, а також членкинею редакційної групи з видання «Спогадів» та «Щоденників», опікункою хору імені Кошиця. Керувала Хором молодих українських націоналістів (від 1967 року – Хор ім. О. Кошиця). Підготувала до друку «Спогади» О. Кошиця (у 2-х ч., Вінніпеґ, 1947—1948; К., 1995). Авторка партитур українських церковних і народних пісень для хору.
Померла 26 березня 1966 року на 75-му році життя. Похорон відбувся в суботу, 2 квітня. Похована у мавзолеї з останками чоловіка.